# Caldea

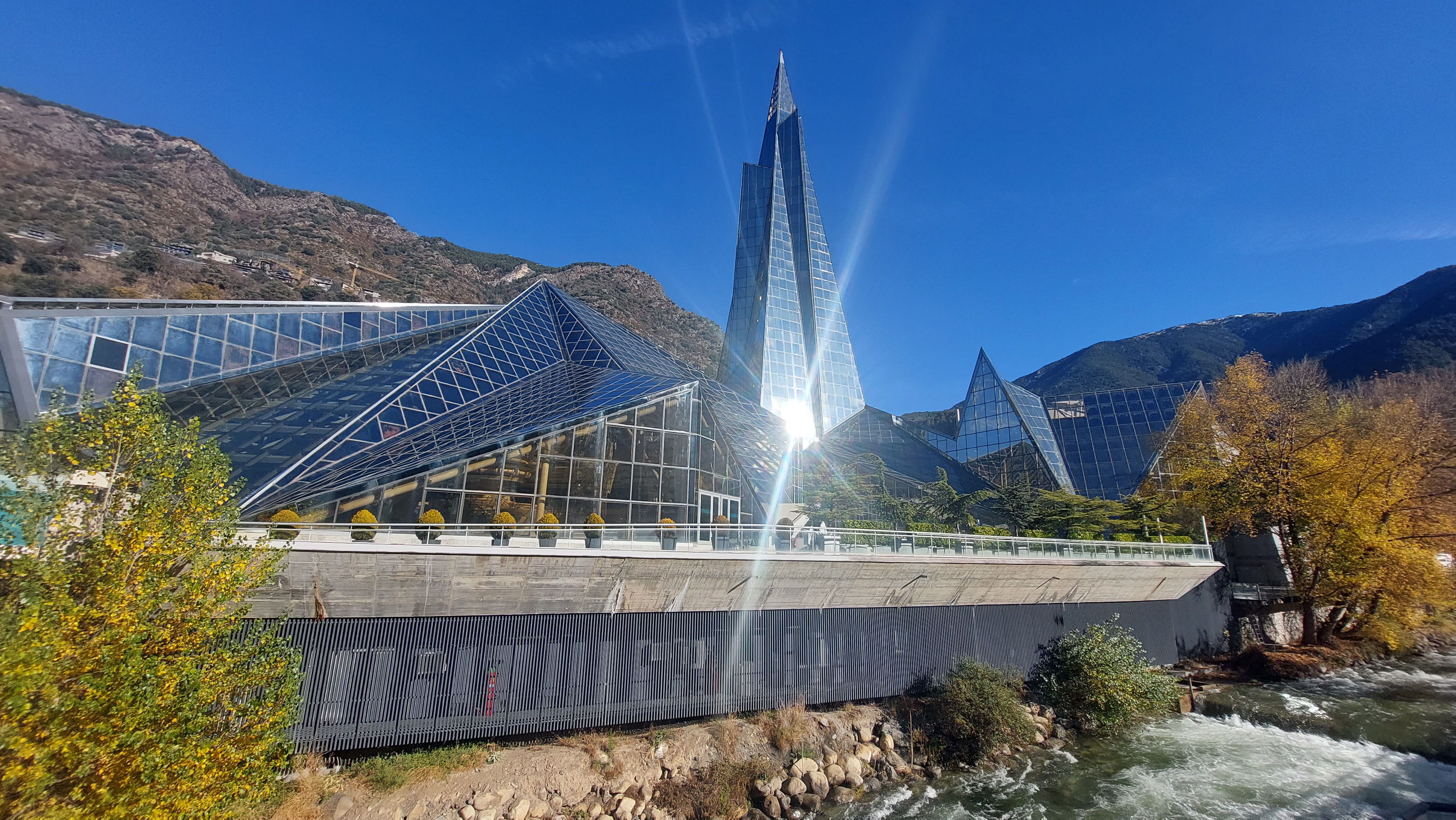
Caldea

Caldea is een wellnesscentrum in de Andorrese plaats Escaldes-Engordany. Het werd geopend in 1994 en is met 6.000 m² een van de grootste van Europa.
In het midden van het complex staat een tachtig meter hoge glazen hoteltoren dat met achttien verdiepingen het hoogste gebouw van het land.